# Dyego Sousa
Dyego Wilverson Ferreira Sousa (* 14. September 1989 in São Luís, Brasilien) ist ein brasilianisch-portugiesischer Fußballspieler der aktuell bei AD Alcorcón unter Vertrag steht.

## Karriere

### Im Verein
Als gebürtiger Brasilianer spielte Dyego Sousa zunächst für Vereine in seinem Heimatland, ehe er 2010 nach Europa wechselte und einen Vertrag beim portugiesischen Zweitligisten Leixões SC unterschrieb. Nach nur einer Spielzeit zog er weiter nach Angola und spielte für GD Interclube. Anschließend kehrte er in Portugals zweite Liga zurück und kam zu Einsätzen für CD Tondela und Portimonense SC.
Zur Saison 2014/15 unterschrieb Sousa einen Dreijahresvertrag beim portugiesischen Erstligisten Marítimo Funchal. Sein Durchbruch erfolgte in der Saison 2015/16, als er mit zwölf Toren zu den zehn besten Angreifern der Liga zählte und zum Einzug ins Pokalfinale beitrug, das mit 2:6 gegen Benfica Lissabon verloren ging.
Zur Saison 2017/18 wurde Sousa von Sporting Braga verpflichtet und mit einem Vierjahresvertrag ausgestattet. Dort erzielte er in 51 Ligaspielen 23 Tore und nahm außerdem an der Europa League teil.
Im Juli 2019 wechselte er zum chinesischen Erstligaaufsteiger FC Shenzhen. Im Januar 2020 wurde er an Benfica Lissabon ausgeliehen. Im Oktober wurde er an den FC Famalicão weiterverliehen. Nachdem er im Januar 2021 nach China zurückgekehrt war, schloss er sich im August desselben Jahres UD Almería an. Im Jahr 2023 verließ er den Verein wieder, blieb jedoch in Spanien, indem er von Alcorcón für ein Jahr unter Vertrag genommen wurde.

### In der Nationalmannschaft
Im März 2019 wurde der eingebürgerte Sousa von Nationaltrainer Fernando Santos erstmals in den Kader der portugiesischen A-Nationalmannschaft berufen. Daraufhin gab er am 22. März 2019 in einem torlosen EM-Qualifikationsspiel gegen die Ukraine sein Länderspieldebüt. Drei Tage später kam er in der gleichen Kampagne gegen Serbien (1:1) zu seinem vorerst letzten Spiel. In den beiden Finalrundenspielen der UEFA Nations League Anfang Juni stand er zwar im Kader, ein Einsatz erfolgte dabei nicht. Seitdem wurde er nicht mehr nominiert.

## Erfolge
- Spanischer Zweitligameister: 2022